# Yo-Hey
Yohei Fujita (藤田 洋平 Fujita Yōhei?, nacido el 6 de febrero de 1988) es un luchador profesional japonés que actualmente trabaja en Pro Wrestling NOAH.

## Carrera de lucha libre profesional

### Dragon Gate (2008-2009)
Fujita hizo su debut en Dragon Gate (DG) bajo su nombre real el 22 de diciembre de 2008, contra Kenshin Chikano. El 20 de marzo de 2009, durante un show de Nex, se unió a Warriors-5 y cambió su nombre de ring a RYOMA en homenaje a Ryoma Sakamoto. A mediados de 2009, un escándalo de abuso animal estaba causando un alboroto en Dragon Gate en torno a la mascota mono, Cora. Fujita fue uno de los luchadores acusados que estuvieron involucrados en el abuso de Cora, y fue puesto en una medida disciplinaria indefinida. Luego, Fujita anunció su retiro de la lucha libre profesional debido a los problemas que rodeaban toda la situación.

### Smash & Wrestling New Classic (2011–2013)
En 2011, Fujita se mudó a los Estados Unidos para una corta estadía en el Funaki Dojo, dirigido por Sho Funaki . Luego regresaría a Japón bajo el nombre de ring Yo-Hey , y recibió una lucha de prueba en Smash que aprobó. Hizo su re-debut en 2011, perdiendo ante Akira , pero dejaría Smash más tarde en el año debido a un desacuerdo entre el dueño de Smash Tajiri y el patrocinador financiero Masakazu Sakai. Después de eso, debutó en Wrestling New Classic junto a Yusuke Kodama , perdiendo ante Mikey Whipwreck y Tajiri el 26 de mayo de 2012. Dejó WNC para convertirse en un profesional independiente en 2013.

### (2012, 2014-2016)
En 2012, comenzó a competir en All Japan Pro Wrestling (AJPW) bajo el nombre de ring Gillette , participando en la AJPW Junior Tag League 2012 con Kai , terminando con 4 puntos y no logrando pasar a la final. Volvería participando en la Junior Hyper League 2012 terminando su bloque con 2 puntos y no logrando avanzar. Después de eso, haría apariciones esporádicas como Yo-Hey hasta 2016 cuando hizo su última aparición, haciendo equipo con Sushi y perdiendo ante Billyken Kid y Toru.

### Circuito independiente (2013-2017)
Después de dejar Wrestling New Classic (WNC) en 2013, comenzó a hacer apariciones en Doutonbori Pro Wrestling (DPW) y participó en la Doutonbori Tag King Decision League de 2013 con Hayata terminando con 8 puntos pero sin avanzar a la final. Más tarde comenzaría a hacer apariciones en Dove Pro Wrestling (Dove Pro), donde participó en el torneo para coronar a los nuevos contendientes # 1 al Campeonato Dove Pro Tag Team, donde él e Ippei llegaron a la final, pero perdieron ante Billyken Kid y Rey Paloma. En 2014, participó en el Dotonbori Saikyou Otoko Tournament, perdiendo ante Shoichi Uchida en la segunda ronda. En julio de 2015, participó en una prueba con la WWE. El 2 de abril de 2016, ganó su primer campeonato con Kenshin Chikano como los Gingin Boys, derrotando a Black Buffalo y Tsubasa y a Gunso y Hayata por el Campeonato Dove Pro Tag Team en una lucha TLC. Perdieron los títulos ante Jun Kasai y GUNSO el 26 de noviembre. Posteriormente, se separarían debido a que Yo-Hey se centró en la lucha en NOAH.

## Campeonatos y logros
- Dragon Gate
  - Open the Triangle Gate Championship (1 vez) — con Atsushi Kotoge y Daisuke Harada
- Dove Pro Wrestling
  - Dove Pro Tag Team Championship (1 vez) – con Kenshin Chikano[2]
- Pro Wrestling Noah
  - GHC Junior Heavyweight Tag Team Championship (7 veces) – con Hayata (3), Atsushi Kotoge (1), Kzy (1) y Tadasuke (2)
  - Global Junior Heavyweight Tag League (2017, 2018) – con Hayata